# Dorina Mihăilescu
Teodora Dorina Mihăilescu (n. 17 septembrie 1960, București) este o economistă și om politic român, fost deputat și actualmente membră a Comisiei Naționale a Valorilor Mobiliare.

## Biografie
Teodora Dorina Mihăilescu s-a născut la data de 17 septembrie 1960 în municipiul București. A absolvit în anul 1984 Facultatea de Comerț din cadrul ASE București. Ulterior a absolvit și cursurile de la Colegiul Național de Apărare (1995) și Facultatea de Științe Politice din cadrul SNSPA (1996).
După absolvirea facultății, a lucrat ca economistă la ICSM Huedin (județul Cluj) (1984-1990). În anul 1990, devine director de cabinet la Președinția României. În urma demisiei din Parlament a lui Bogdan Niculescu-Duvăz care fusese numit în funcția de ministru în Guvernul Petre Roman (2), Dorina Mihăilescu este validată la data de 31 iulie 1990 (prin HCD nr.20/1990) ca deputat de București pentru legislatura 1990-1992, fiind următoarea plasată pe listele electorale ale FSN iar astfel l-a înlocuit pe fostul deputat Bogdan Nicolae Niculescu Duvăz. În cadrul activității sale parlamentare, Dorina Mihăilescu a fost membru în grupurile parlamentare de prietenie cu Japonia și Regatul Unit al Marii Britanii și al Irlandei de Nord. 
În perioada 1993-1996, lucrează ca expert la Guvernul României, DIE și Secretariatul General al Guvernului. În anul 1998 este numită în funcția de consilier de cabinet al vicepreședintelui Camerei Deputaților, apoi între anii 2001-2004 este secretar de stat, coordonator al Departamentului pentru Analiză Instituțională și Socială (DAIS) din cadrul Cancelariei Primului ministru.
Aleasă ca deputat de Prahova pentru legislatura 2004-2008 pe listele Uniunii Naționale PSD+PUR, activează ca membră în Comisia pentru buget, finanțe și bănci. În cadrul activității sale parlamentare în legislatura 2004-2008, Dorina Mihăilescu a fost membru în grupurile parlamentare de prietenie cu  Republica Finlanda, Republica Panama și Statul Israel. Din data de 1 iunie 2005, îndeplinește funcția de vicepreședinte al Comisiei Naționale a Valorilor Mobiliare (CNVM), dar a demisionat din Parlament la data de 29 iunie 2005 din Parlamentul României și a fost înlocuită de deputatul Constantin Marin. Ea a fost propusă în această funcție de către Partidul Social Democrat, având un mandat de 5 ani. La data de 4 noiembrie 2007, a fost numită de către Parlament în funcția de membru al Comisiei Naționale a Valorilor Mobiliare (CNVM).